# ژانگ کی
ژانگ کی (به چینی: 張騏،  زادهٔ ۱۱ سپتامبر ۱۹۹۸) یک کشتی‌گیر آزادکار کشور چین است.
از افتخارات وی می‌توان به کسب مدال طلا مسابقات قهرمانی کشتی جهان ۲۰۲۳ اشاره کرد.